# William Witney
William Witney   (Lawton, 15 de maig de 1915 - Jackson, 17 de març de 2002) va ser un director de cinema i televisió estatunidenc. Se'l recorda sobretot per les pel·lícules d'acció que va fer per a Republic Pictures, especialment les sèries: Dick Tracy Returns, G-Men vs. the Black Dragon, Daredevils of the Red Circle, Zorro's Fighting Legion, i Drums of Fu Manchu. Prolífic i combatiu, Witney va començar a dirigir quan encara tenia 20 anys i va continuar treballant fins al 1982.

## Biografia
Witney va néixer a Lawton (Oklahoma). Tenia quatre anys quan el seu pare va morir, i vivia amb el seu oncle, que era capità de l'exèrcit a Fort Sam Houston. Colbert Clark, el cunyat de Witney, el va presentar al cinema deixant-lo muntar en algunes escenes de persecució per a la sèrie Fighting with Kit Carson (1933). Witney es va quedar a la seu de Mascot Pictures mentre es preparava per a l'examen d'accés al’Acadèmia Naval dels Estats Units. Després de suspendre aquest examen, va continuar a l'estudi.
El 1936, Mascot va ser absorbida per Republic, i Witney ara treballava per al president de l'estudi Herbert Yates. Va ser assistent de la sèrie The Painted Stallion quan el problema amb la beguda del director Ray Taylor (director) s'havia escapat de les mans i Taylor va haver d'abandonar la direcció. Witney va substituir Taylor i es va convertir en director permanentment.
Witney va fer equip amb el director John English per a diverses de les sèries més reeixides i més recordades de Republic. A Witney se li atribueix la idea del sistema modern de filmar seqüències de baralles de pel·lícules. En lloc de filmar una multitud de persones que es llançaven cops de puny entre si, com en una baralla al bar, Witney va dividir l'acció en plans separats i acuradament coreografiats, que va modelar a partir de les seqüències de ball dels musicals de Fred Astaire-Ginger Rogers.
Durant la Segona Guerra Mundial va servir a la unitat de càmeres de combat del Cos de Marines dels EUA.
Després de la guerra, Witney va tornar al públic dirigint molts dels westerns de Roy Rogers' i Rex Allen. Va dirigir les escenes de batalla de la segona unitat de The Last Command (1955) i tres pel·lícules de delinqüents juvenils The Cool and the Crazy (1958). ), Juvenile Jungle (1958) i Young and Wild (1958).
Quan Republic va tancar el 1957, va dirigir pel·lícules per a American International Pictures i Associated Producers Incorporated.
Witney va trobar feina autònoma a la televisió. Va dirigir la sèrie de televisió de Jim Davis Rescue 8, que també es va emetre de 1958 a 1960. com a diversos episodis de la sèrie de televisió 1958-1960 Mickey Spillane's Mike Hammer. Es va convertir en un dels directors de personal de la sèrie de la cadena CBS The Wild Wild West. L'experiència en sèrie de Witney va ser ideal per a aquesta sèrie, que acabava cada quart d'hora amb una deixada en suspens.
Va fer llargmetratges a la dècada de 1960, com ara El senyor de l'univers (1961) amb Vincent Price i Charles Bronson, nombrosos westerns per Audie Murphy; Apache Rifles (1964), Arizona Raiders (1965) i 40 Guns to Apache Pass (1966) així com The Girls on the Beach (1965).
A la dècada de 1970 va dirigir Fugida de l'illa del Diable (1973) protagonitzada per Jim Brown i Darktown Strutters una comèdia musical de blaxploitation de 1975.

## Vida personal
Witney va estar casat amb l'actriu Maxine Doyle fins a la seva mort el 1973. En els seus últims anys va ser un orador popular en convencions de cinema i nostàlgia. Va morir d'un ictus l'any 2002.

## Reconeixements
Quentin Tarantino l'ha anomenat "un dels directors d'acció més grans de la història del negoci". Tarantino considera quatre pel·lícules com la millor obra de Witney: The Golden Stallion (1949), un vehicle Roy Rogers, Stranger at My Door (1956), The Bonnie Parker Story (1958) i Paratroop Command (1959).
També és admirat per Bertrand Tavernier.

## Filmografia selecta
- The Law of the Wild (1934) (sèrie) - director ajudant
- The Phantom Empire (1935) (sèrie) - director ajudant
- The Miracle Rider (1935) (sèrie) - editor
- The Vigilantes Are Coming (1936) (sèrie) - director ajudant, script supervisor
- Darkest Africa (1936) (sèrie) - script supervisor
- Red River Valley (1936) - script supervisor
- Robinson Crusoe of Clipper Island (1936) (sèrie) - editor
- Dick Tracy (1937) (sèrie) - editor, director de segona unitat
- The Painted Stallion (1937) (sèrie) - director
- S.O.S. Coast Guard (1937) (sèrie) - director
- The Trigger Trio (1937) - director
- Zorro Rides Again (1937) (sèrie) - director
- The Lone Ranger (1938) (sèrie) - director – editor a la pel·lícula Hi Yo Silver! (1940)
- The Fighting Devil Dogs (1938) (sèrie) - director
- Dick Tracy Returns (1938) (sèrie) - director
- Hawk of the Wilderness (1938) (sèrie) - director
- The Lone Ranger Rides Again (1939) (sèrie) - director
- Zorro's Fighting Legion (1939) (sèrie) - director
- Daredevils of the Red Circle (1939) (sèrie) - director
- Dick Tracy's G-Men (1939) (sèrie) - director
- Heroes of the Saddle (1940) - director
- Drums of Fu Manchu (1940) (sèrie) - director
- Adventures of Red Ryder (1940) (sèrie) - director
- King of the Royal Mounted (1940) (sèrie) - director
- Mysterious Doctor Satan (1940) (sèrie) - director
- Adventures of Captain Marvel (1941) (sèrie) - director
- Jungle Girl (1941) (sèrie) - director
- King of the Texas Rangers (1941) (sèrie) - director
- Dick Tracy vs. Crime, Inc. (1941) (sèrie) - director
- Spy Smasher (1942) (sèrie) - director
- The Girl from Alaska (1942) - director (sense acreditar)
- Perils of Nyoka (1942) (sèrie) - director
- King of the Mounties (1942) (sèrie) - director
- Outlaws of Pine Ridge (1942) - director
- G-Men vs. the Black Dragon (1943) (sèrie) - director
- Roll on Texas Moon (1946) - director
- Home in Oklahoma (1946) - director
- The Crimson Ghost (1946) (sèrie) - director
- Heldorado (1946) - director
- Apache Rose (1947) - director
- Bells of San Angelo (1947) - director
- Springtime in the Sierras (1947) - director
- On the Old Spanish Trail (1947) - director
- The Gay Ranchero (1948) - director
- Under California Skies (1948) - director
- Eyes of Texas (1948) - director
- Night Time in Nevada (1948) - director
- Grand Canyon Trail (1948) - director
- The Far Frontier (1948) - director
- Susanna Pass (1949) - director
- Down Dakota Way (1949) - director
- Land of Opportunity: The American Rodeo (1949) (documental) - director
- The Golden Stallion (1949) - director
- Land of Opportunity: The Sponge Driver (1949) (documental) - director
- Bells of Coronado (1950) - director
- Land of Opportunity: Tillers of the Soil (1950) (documental) - director
- Land of Opportunity: Mardi Gras (1950) (documental) - director
- Twilight in the Sierras (1950) - director
- Trigger, Jr. (1950) - director
- Sunset in the West (1950) - director
- North of the Great Divide (1950) - director
- Trail of Robin Hood (1950) - director
- Spoilers of the Plains (1951) - director
- The Wild Blue Yonder (1951) - actor
- Heart of the Rockies (1951) - director
- In Old Amarillo (1951) - director
- South of Caliente (1951) - director
- Pals of the Golden West (1951) - director
- Colorado Sundown (1952) - director
- The Last Musketeer (1952) - director
- Border Saddlemates (1952) - director
- Old Oklahoma Plains (1952) - director
- The WAC from Walla Walla (1952) - director
- South Pacific Trail (1952) - director
- Old Overland Trail (1953) - director
- Iron Mountain Trail (1953) - director
- Down Laredo Way (1953) - director
- Shadows of Tombstone (1953) - director
- The Outcast (1954) - director
- Stories of the Century (1954–55) (sèrie de televisió) - director
- Senders de violència (1955) - director
- The Last Command (1955) - director de segona unitat
- City of Shadows (1955) - director
- Headline Hunters (1955) - director
- The Fighting Chance (1955) - director
- The Last Command (1955) (battle scenes)
- Stranger at My Door (1956) - director
- A Strange Adventure (1956) - director
- Panama Sal (1957) - director
- Zorro (1958–60) (sèrie de televisió) - director
- The Cool and the Crazy (1958) - director
- Juvenile Jungle (1958) - director
- Young and Wild (1958) - director
- The Bonnie Parker Story (1958) - director
- Mike Hammer (1959) (sèrie de televisió) - director
- Special Agent 7 (1959) (sèrie de televisió) - director
- Lassie (1959) (sèrie de televisió) - director
- Paratroop Command (1959) - director
- Sky King (1959) (sèrie de televisió) - director
- Rescue 8 (1959) (sèrie de televisió) - director
- State Trooper (1959) (sèrie de televisió) - director
- Frontier Doctor (1956–59) (sèrie de televisió) - director
- Riverboat (1959–60) (sèrie de televisió) - director
- Wagon Train (1959–65) (sèrie de televisió) - director
- Valley of the Redwoods (1960) - director
- Overland Trail (1960) (sèrie de televisió) - director
- The Secret of the Purple Reef (1960) - director
- M Squad (1960) (sèrie de televisió) - director
- The Tall Man (1961) (sèrie de televisió) - editor, director
- Coronado 9 (1960–61) (sèrie de televisió) - director
- The Long Rope (1961) - director
- The Cat Burglar (1961) - director
- El senyor de l'univers (1961) - director
- Frontier Circus (1961–62) (sèrie de televisió) - director
- Tales of Wells Fargo (1961–62) (sèrie de televisió) - director
- Mr. Hobbs Takes a Vacation (1962) - director de segona unitat
- The Virginian (1962–69) (sèrie de televisió) - director
- Wide Country (1963) (sèrie de televisió) - director
- Laramie (1963) (sèrie de televisió) - director
- The Alfred Hitchcock Hour (1964) (sèrie de televisió) - director
- Marnie (1964) - director de segona unitat
- Destry (1964) (sèrie de televisió) - director
- Apache Rifles (1964) - director
- The Girls on the Beach (1965) - director
- Arizona Raiders (1965) - director
- The Wild Wild West (1965) (sèrie de televisió) - director
- Branded (1966) (sèrie de televisió) - director
- Laredo (1966–67) (sèrie de televisió) - director
- Daniel Boone (1966–67) (sèrie de televisió) - director
- Bonanza (1966) (sèrie de televisió) - director
- 40 Guns to Apache Pass (1967) - director
- Hondo (1967) (sèrie de televisió) - director
- Tarzan (1967–68) (sèrie de televisió) - director
- The High Chaparral (1967–68) (sèrie de televisió) - director
- Fugida de l'illa del Diable (1973) - director
- The Cowboys (1974) (sèrie de televisió) - director
- Kodiak (sèrie de televisió) - director
- Darktown Strutters (1974) - director
- Quell and Co. (1982) aka Showdown at Eagle Gap - director, actor